# Кров у наших криницях
| Оценки критиков     | Оценки критиков |
| Источник            | Оценка          |
| ------------------- | --------------- |
| Chronicles of Chaos | 9/10            |
| Metal Storm         | 9/10            |

«Кров у наших криницях» (англ. Blood in Our Wells) — четвёртый альбом украинской блэк-метал-группы Drudkh, изданный в 2006 году лейблом Supernal Music. Был переиздан в январе 2010 года на Season of Mist. Занял 35-е место в топ-40 2006-го по версии Terrorizer.

## Название и оформление
Название взято из отрывка поэзии Олега Ольжича «Был же век золотой» (укр. «Був же вік золотий») 1935 года. Тексты составлены из лирики Лины Костенко «И засмеялось предвесенье…» (1980), Александра Олеся «Когда-то ты мне казался мужественным орлом» (1908), Тараса Шевченко «Думы мои, думы…» (1839) и Юрия Клена «Пепел империй» (1929).
Титл и реверс первого варианта диска были оформлены в соответствии с картинами Василия Перова «Проводы покойника» и Александра Мурашко «Похороны кошевого». Титл переиздания по мотивам картины Михаила Кривенко «Ехал казак на вийноньку». Дизайном обложек занимался Sir Gorgoroth.

## Список композиций
| №                   | Название                                                               | Длительность |
| ------------------- | ---------------------------------------------------------------------- | ------------ |
| 1.                  | «Навь (Nav')»                                                          | 2:25         |
| 2.                  | «Борозни богів (Furrows of Gods)»                                      | 8:57         |
| 3.                  | «Коли пломінь перетворюється на попіл (When the Flame Turns to Ashes)» | 10:37        |
| 4.                  | «Самітність (Solitude)»                                                | 12:24        |
| 5.                  | «Вічність (Eternity)»                                                  | 10:38        |
| 6.                  | «Українська повстанська армія (Ukrainian Insurgent Army)»              | 5:02         |
| Общая длительность: | Общая длительность:                                                    | 50:03        |

## Участники записи
- Роман «Thurios» Благих — вокал, клавишные
- Роман Саенко — гитара, бас-гитара

Приглашённые исполнители
- Николай «Amorth» Состин — ударные